# Ivan Fedele
Ivan Fedele (* 6. Mai 1953 in Lecce) ist ein italienischer Komponist.

## Leben
Fedele studierte am Mailänder Konservatorium Klavier bei Bruno Canino, Vincenzo Vitale und Ilonka Deckers-Küszler und Komposition bei Renato Dionisi und Azio Corghi, später Komposition an der Accademia di Santa Cecilia bei Franco Donatoni und daneben Philosophie an der Universität Mailand.
1981 erhielt er in Amsterdam den Preis der Internationalen Gaudeamus Muziekweek für sein Orchesterwerk Chiari und sein erstes Streichquartett Per accordar, 1989 gewann er mit dem Orchesterwerk Epos den ersten Preis des Goffredo-Petrassi-Wettbewerbs von Parma. In den 1990er Jahren wirkte er in Paris, wo er unter anderem das Duo en résonance für das Ensemble intercontemporain und ein Klavierkonzert für das Orchester von Radio France komponierte und von 1992 bis 1993 in den Studios der IRCAM arbeitete, wo Richiamo für eine Instrumentengruppe und elektronische Instrumente entstand.
Ihm wurden bei internationalen Festivals wie dem Festival Musica in Straßburg, Caen Festival, der Venice Biennale, dem Barcelona Festival, dem Milano Musica Festival und dem Helsinki Festival Konzerte gewidmet, und er arbeitete mit Dirigenten wie Pierre Boulez, Riccardo Muti, Myung-Whun Chung, Christoph Eschenbach, Antonio Pappano, David Robertson, Jonathan Nott, Pascal Rophé, Pierre-André Valade und Leonard Slatkin.
Fedele unterrichtete an den Konservatorien von Mailand, Bologna, Turin und zuletzt Straßburg und gibt Meisterkurse. 2005 wurde er Mitglied der Accademia di Santa Cecilia, 2007 dort Professor für Komposition. 2009 bis 2011 war er zudem künstlerischer Direktor des Orchestra I Pomeriggi Musicali in Mailand. Als Nachfolger von Luca Francesconi wurde er 2012 Leiter des im Rahmen der Biennale di Venezia stattfindenden Festival Internazionale di Musica Contemporanea. 2016 erhielt er für sein Gesamtwerk den Prix International Arthur Honegger.

## Werke
- Chiari für Orchester (1981)
- Per accordar (Erstes Streichquartett) (1981/89)
- E Poi... für Sopran und zwölf Instrumente (1982)
- Oltre Narciso, Kantate (1982)
- Il Giardino di Giada für Oboe d'Amore und Streichtrio (1983)
- Toccata für Klavier (1983)
- Viaggiatori della Notte für Violine (1983)
- Aiscrim für Flöte, Klarinette und Klavier (1983)
- Armoon für Klavierquartett (1983/84)
- Electra Glide für zwei Violinen und Viola (1984)
- Naturae, Madrigal für Kontratenor, Tenor und Bass (1984)
- Windex für Klarinette (1985)
- Magic für Saxophonquartett (1985)
- Latinamix für drei Gitarren, Klavier und Flöte (1985)
- Chord für zehn Instrumente (1986)
- Flores für Orgel (1987)
- Pentalogon Quartet (Zweites Streichquartett) (1987)
- Bias für Oboe und Gitarre (1988)
- Modus für Bassklarinette und Schlagzeug (1988)
- Allegoria dell'Indaco für elf Instrumente (1988)
- Epos für Orchester (1989)
- Concerto für Viola und Orchester (1990)
- Études (Études boréales – Études australes) für Klavier (1990–2003)
- Imaginary Sky-Lines für Flöte und Harfe (1990)
- Il Giardino di Giada II für Flöte und Streichtrio (1991)
- Duo en résonance für zwei Hörner und Ensemble (1991)
- Donax für Flöte (1992)
- Imaginary Islands für Flöte, Bassklarinette und Klavier (1992)
- Carme für Kammerorchester (1992)
- Cadence für Klavier (1993)
- Carme Secondo für Orchester (1993)
- Concerto für Klavier und Orchester (1993)
- Flamen (1994)
- Orfeo al Cinema Orfeo, Rundfunkmusik (1994)
- Profilo in Eco für Flöte und Ensemble (1994–1995)
- Allons für Sopran und Cello (1995)
- La Chute de la Maison Usher, Filmmusik (1995)
- Corrente für Klavier und sieben Instrumente (1996)
- High "in memoriam Miles Davis" für Trompete (1996)
- Barbara Mitica Rundfunkmusik (1996)
- Concerto für Cello und Orchester (1996)
- Coram für Soli, Chor und Orchester (1996)
- Coram Requiem für Soli, Sprecher, Chor, Orchester und elektronische Instrumente (1996)
- Ça Ira für Stimme und Cello (1996)
- Donacis Ambra für Flöte und Liveelektronik (1997)
- Corrente II für Klavier und sieben Instrumente (1997)
- Correnti Alternate für Klavier und sieben Instrumente (1997)
- Dioscuri für zwei Celli und Orchester (1997)
- Imaginary Depth für Cello und Kammerorchester (1997)
- L'Orizzonte di Elettra für Viola, Liveelektronik und Kammerorchester (1997)
- Scena für Orchester (1997/98)
- Erinni für Klavier, Cimbalom und Vibrafon (1998)
- Concerto für Violine und Orchester (1998/99)
- Elettra für Viola und Liveelektronik (1999)
- Codex für Kammerorchester (1999)
- Corda d'Aria für Flöte und Orchester (1999)
- Maja für Sopran, Klavier, Schlagzeug, Flöte, Klarinette, Violine und Cello (1999)
- Tar (Drittes Streichquartett)(1999/2000)
- Apostrofe für Flöte (2000)
- Dedica für Flöte (2000)
- Two Moons für zwei Klaviere und elektronische Instrumente (2000)
- Levante für Cello, Streichquartett und Cimbalom (2000)
- Animus Anima (2000) für zwei Soprane, Mezzosopran, Alt, Countertenor, Tenor und Bass
- ¡Hasta Siempre! für Sopran und Cello (2000)
- Messages für zwei Soprane, zwei Mezzosoprane und acht Instrumente (2000)
- Accents für Klavier und Streichquartett (2001)
- Paroles .... für Viola und Frauenstimme (2000)
- Paroles y Palabras für Sopran und Cello (2000)
- Querida Presencia für Sopran und Cello (2000)
- De li Duo Soli et Infiniti Universi für zwei Klaviere und drei Instrumentengruppen (2001)
- Arco di Vento für Klarinette und Orchester (2002–04)
- Suite Francese für Cembalo (2003)
- Accord für Kammerorchester (2003)
- Ali di Cantor für vier Instrumentengruppen (2003)
- Arc-en-Ciel für Cello (2004)
- Arcipelago Möbius für Klarinette, Violine, Cello und Kontrabass (2004)
- Odós für Oboe und gemischten Chor (2004)
- Capt-Actions für Streichquartett, Akkordeon und elektronische Instrumente (2004–05)
- Antipodes für Klavier (2005)
- Immagini da Escher für Ensemble (2005)
- Flug für Bassklarinette und Orchester (2005)
- Animus Anima II (2009) für zwei Soprane, Mezzosopran, Countertenor, Bariton und Bass